# Вохтога (смт)
Вохто́га (рос. Вохтога) — селище міського типу у складі Грязовецького району Вологодської області, Росія. Адміністративний центр Вохтозького міського поселення.

## Населення
Населення — 6375 осіб (2010; 7247 у 2002).